# Stotzheim (Euskirchen)
Stotzheim ist der größte eigenständige Stadtteil von Euskirchen und liegt im Südosten der Stadt.
Im Süden von Stotzheim liegt der Hardtwald mit der Hardtburg.

## Geschichte
1882 wurde in der Liersmühle bei Stotzheim die Porzellanfabrik Liersmühle gegründet. Die Fabrik hat noch 1937 bestanden.
Am 1. Juli 1969 wurde Stotzheim nach Euskirchen eingemeindet.
Am 31. Dezember 2017 hatte Stotzheim 4155 Einwohner.
Beim Hochwasser im Juli 2021 wurde Stotzheim entlang der Erft relativ stark durch das Hochwasser getroffen. Viele Bereiche wurden überflutet, Keller liefen voll Wasser und der Strom fiel aus. Die Brücke über die Erft im Zuge der Friedrichstraße stürzte ein, im Bereich einer anderen Brücke Am Domhof (L 119) sind die Bankette entlang der Straße abgesackt, die Brücke selbst hat standgehalten.

## Sehenswürdigkeiten
- katholische Pfarrkirche St. Martin
- die Hardtburg

## Verkehr

### Schienenverkehr

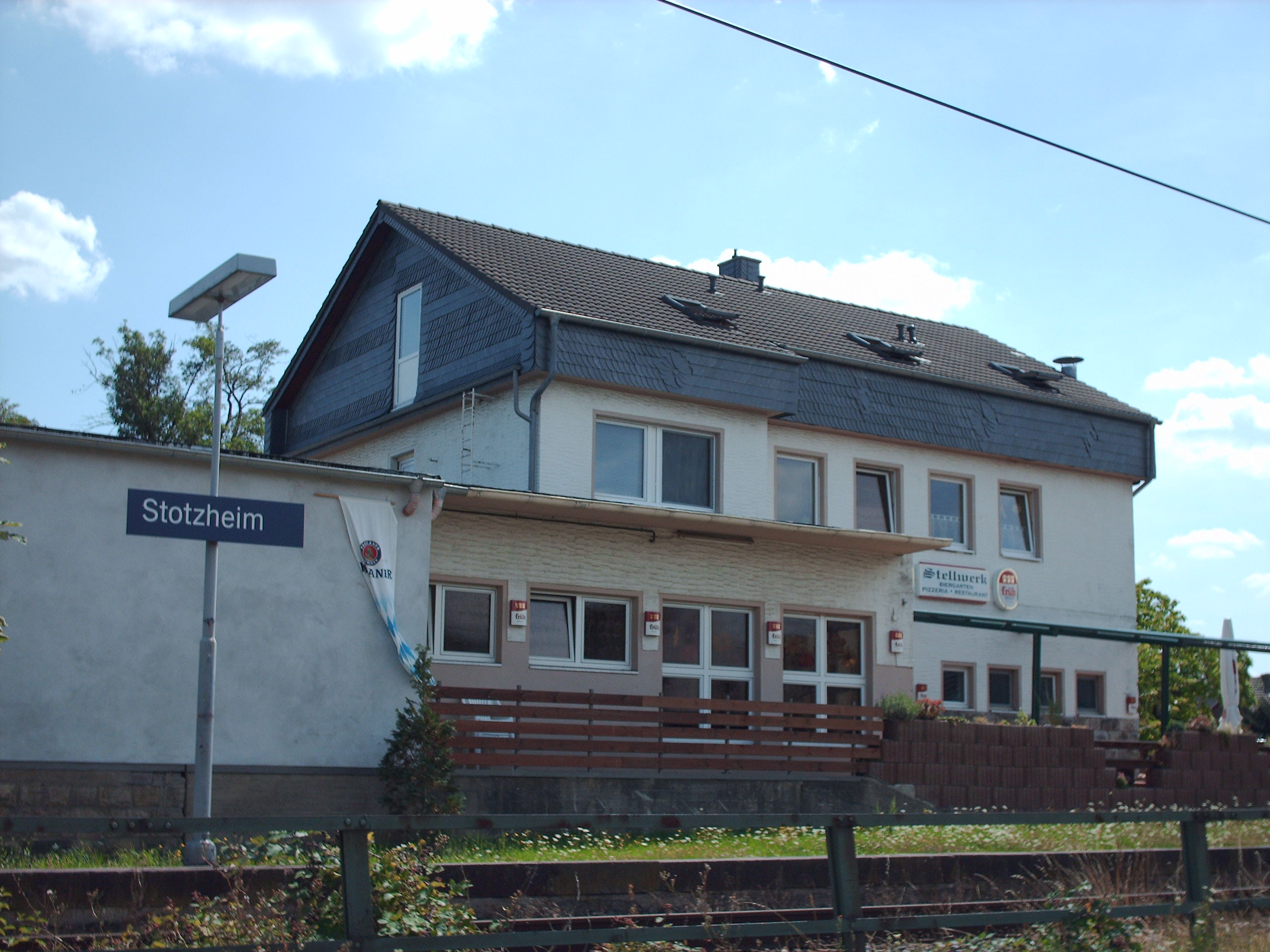
Haltepunkt Stotzheim

Der Haltepunkt Stotzheim liegt an der Erfttalbahn (Euskirchen – Bad Münstereifel), auf der im Schienenpersonennahverkehr die RegionalBahn 23 verkehrt. Durchgeführt wird der Schienenpersonennahverkehr von der DB Regio NRW.
| Linie | Verlauf | Takt |
| ----- | --- | ---- |
| RB 23 | Erfttalbahn: ersetzt durch S 23, Wiederinbetriebnahme voraussichtlich im Herbst 2024 Stand: Fahrplanwechsel Dezember 2023 | -    |

Für den Öffentlichen Schienenpersonennahverkehr gilt der Tarif des Verkehrsverbundes Rhein-Sieg (VRS) und tarifraumüberschreitend der NRW-Tarif.

### Busverkehr
Die VRS-Buslinien 870 und 873 der SVE verbinden den Ort mit Euskirchen, Kirchheim und Flamersheim. Zusätzlich verkehren einzelne Fahrten der auf den Schülerverkehr ausgerichteten Linien 736 und 737.
| Linie | Betreiber | Verlauf |
| ----- | --------- | --- |
| 736   | SVE       | Schülerverkehr Euskirchen: Rheder – Kreuzweingarten – Stotzheim – Kirchheim |
| 737   | SVE       | Schülerverkehr Euskirchen: Stotzheim – Niederkastenholz / (Schweinheim) – Flamersheim |
| 870   | SVE       | Euskirchen Bf – Wüschheim – Großbüllesheim – Kleinbüllesheim – Weidesheim – Kuchenheim Bf – Kuchenheim Markt – Palmersheim – Flamersheim – Kirchheim – (Steinbachtalsperre –) Niederkastenholz – Stotzheim – Roitzheim – Euskirchen Bf (Ringverkehr) |
| 873   | SVE       | Euskirchen Bf – Roitzheim – Stotzheim – Niederkastenholz – (Flamersheim – Schweinheim) / (Kirchheim – Steinbachtalsperre) |

## Wanderwege
Die Via Coloniensis, ein Wallfahrtsweg von Köln nach Trier, geht durch Stotzheim. Der Jakobsweg führt dann weiter durch Frankreich und Spanien bis nach Santiago de Compostela.

## Persönlichkeiten
- Anton Regh (1940–2018), Fußballspieler und Amateurnationalspieler
- Kurt Schumacher (* 1963), Komponist, Musikwissenschaftler und Publizist